# العلاقات الغواتيمالية الهندوراسية
العلاقات الغواتيمالية الهندوراسية هي العلاقات الثنائية التي تجمع بين غواتيمالا وهندوراس.

## مقارنة بين البلدين
هذه مقارنة عامة ومرجعية للدولتين:
| وجه المقارنة                                              | غواتيمالا       | هندوراس          |
| --------------------------------------------------------- | --------------- | ---------------- |
| المساحة (كم2)                                             | 108.89 ألف      | 112.49 ألف       |
| عدد السكان (نسمة)                                         | 17.26 مليون     | 9.27 مليون       |
| الكثافة السكانية (ن./كم²)                                 | 158.51          | 82.41            |
| العاصمة                                                   | غواتيمالا       | تيغوسيغالبا      |
| اللغة الرسمية                                             | اللغة الإسبانية | اللغة الإسبانية  |
| العملة                                                    | كتزال غواتيمالي | لمبيرة هندوراسية |
| الناتج المحلي الإجمالي (بليون دولار)                      | 75.62 مليار     | 22.98 مليار      |
| الناتج المحلي الإجمالي (تعادل القوة الشرائية) بليون دولار | 126.21 مليار    | 41.14 مليار      |
| الناتج المحلي الإجمالي الاسمي للفرد دولار أمريكي          | 3.90 ألف        | 2.53 ألف         |
| الناتج المحلي الإجمالي للفرد دولار أمريكي                 | 7.45 ألف        | 4.91 ألف         |
| مؤشر التنمية البشرية                                      | 0.627           | 0.606            |
| رمز المكالمات الدولي                                      | +502            | +504             |
| رمز الإنترنت                                              | .gt             | .hn              |
| المنطقة الزمنية                                           | 00              | 00               |

## مدن متوأمة
في ما يلي قائمة باتفاقيات التوأمة بين مدن غواتيمالية وهندوراسية:
- ترتبط غواتيمالا مع تيغوسيغالبا باتفاقية توأمة منذ 1998.

## منظمات دولية مشتركة
يشترك البلدان في عضوية مجموعة من المنظمات الدولية، منها:
| علم المنظمة | اسم المنظمة                                                          | تاريخ انضمام غواتيمالا | تاريخ انضمام هندوراس |
| ----------- | -------------------------------------------------------------------- | ---------------------- | -------------------- |
|             | مؤسسة التنمية الدولية                                                | 27 أبريل 1961          | 23 ديسمبر 1960       |
|             | يونسكو                                                               | 2 يناير 1950           | 16 ديسمبر 1947       |
|             | وكالة ضمان الاستثمار متعدد الأطراف                                   | 11 يوليو 1996          | 30 يونيو 1992        |
|             | الأمم المتحدة                                                        | 21 نوفمبر 1945         | 17 ديسمبر 1945       |
|             | Central American Common Market ‏                                      | 3 يوليو 1961           | 27 أبريل 1962        |
|             | وكالة حظر الأسلحة النووية في أمريكا اللاتينية ومنطقة البحر الكاريبي ‏ | ?                      | ?                    |
|             | بنك أمريكا الوسطى للتكامل الاقتصادي ‏                                 | ?                      | ?                    |
|             | الاتحاد البريدي العالمي                                              | ?                      | ?                    |
|             | البنك الدولي للإنشاء والتعمير                                        | 28 ديسمبر 1945         | 27 ديسمبر 1945       |
|             | الاتحاد الدولي للاتصالات                                             | 10 يوليو 1914          | 27 أكتوبر 1925       |
|             | منظمة حظر الأسلحة الكيميائية                                         | ?                      | ?                    |
|             | مؤسسة التمويل الدولية                                                | 20 يوليو 1956          | 20 يوليو 1956        |
|             | المركز الدولي لتسوية المنازعات الاستشارية                            | 20 فبراير 2003         | 16 مارس 1989         |
|             | منظمة التجارة العالمية                                               | ?                      | ?                    |
|             | منظمة الشرطة الجنائية الدولية                                        | ?                      | ?                    |

## أعلام
هذه قائمة لبعض الشخصيات التي تربطها علاقات بالبلدين:
- داروين أوليفا (لاعب كرة قدم هندوراسي، 21 مارس 1989[20] – )
- دنيس لوبيز (لاعب كرة قدم غواتيمالي، 2 يناير 1986[21] – )
- ماركو أوريليو سوتو (13 نوفمبر 1846[22] – 25 فبراير 1908)

## وصلات خارجية
- موقع وزارة الخارجية الغواتيمالية
- موقع وزارة الخارجية الهندوراسية